# Hamid Karzai

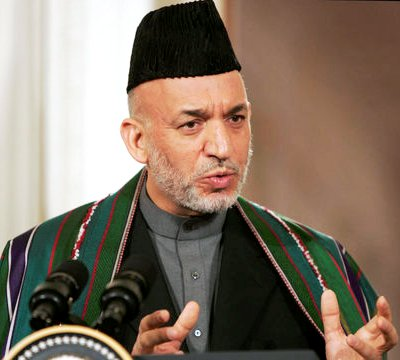
Hamid Karzai im Weißen Haus (2006)

Hamid Karzai (* 24. Dezember 1957 in Karz nahe Kandahar; alternative Schreibweise Hamid Karsai, auf Paschtu und Dari (Persisch) حامد کرزی, DMG Ḥāmid Karzay) ist ein afghanischer Politiker. Er war von 2001 bis 2014 Präsident der Islamischen Republik Afghanistan.

## Leben
Hamid Karzai wurde 1957 in Karz (كرز) geboren, worauf sein Nachname hinweist. Er ist Mitglied des paschtunischen Popalzai-Clans, eines Unterclans der Durrani, aus dem viele afghanische Könige hervorgegangen sind. Karzai ist ein Nachfahre von Ahmad Schah Durrani. Sein Großvater war während der Regierung des Königs Mohammed Zahir Schah Nationalratspräsident. Sein Vater war Senator.
Karzai studierte von 1978 bis 1983 Politik an der Himachal-Pradesh-Universität in Shimla (Indien). Gegen die sowjetische Intervention unterstützte der Unternehmer Karzai die Mudschaheddin mit einem Teil seines Vermögens. Ende der 1980er Jahre kehrte Karzai nach Afghanistan zurück, um anti-sowjetische Kräfte zu unterstützen. Nachdem die sowjetischen Streitkräfte aus Afghanistan abgezogen waren, war er von 1992 an für zwei Jahre Vize-Außenminister im Kabinett von Burhānuddin Rabbāni.
Als die Taliban Mitte der 1990er Jahre die politische Bühne betraten, unterstützte Karzai sie zunächst. Allerdings brach er dann mit ihnen und floh 1996 in die Botschaft der UNO. Im Jahr 1997 gründeten er, sein Vater und sein Bruder eine Gegenbewegung im pakistanischen Quetta. Er versorgte Gegner der Taliban mit Waffen und unterstützte sie auch finanziell. Zudem soll er auch Kontakte zum amerikanischen Geheimdienst CIA gehabt haben.

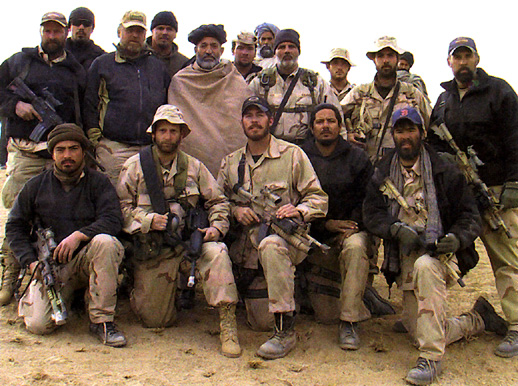
Hamid Karzai mit amerikanischen Soldaten der Special Forces, 2001

1999 fiel Karzais Vater einem Mordanschlag zum Opfer, Hamid und sein Bruder Ahmad Wali Karzai entkamen nur knapp. Nach der Bluttat erbte Hamid den Titel des Khans der 500.000 Popalzai und wurde ein Führer im bewaffneten Widerstand gegen die Taliban. Sein Bruder Ahmad Wali Karzai galt bis zu seiner Ermordung durch die Taliban am 12. Juli 2011 als der größte Drogenproduzent und -händler Afghanistans, der unter anderem auf der Lohnliste des US-amerikanischen Geheimdienstes CIA stand.
1999 heiratete er die Gynäkologin Zeenat Quraishi, die in Pakistan mit afghanischen Flüchtlingen arbeitete. Ihr Sohn, Mirwais, wurde im Januar 2007 geboren. Es folgten drei Töchter (Malalai, im Jahr 2012, Howsi, im März 2014 und eine weitere Tochter im September 2016).

### Präsidentschaft
Nach den Terroranschlägen am 11. September 2001 arbeitete Karzai mit den USA und der Nordallianz zusammen, um das Taliban-Regime zu stürzen und eine neue Regierung aufzubauen. Bis zum Eintreffen der US-amerikanischen Truppen in Kandahar am 25. November 2001 hatte Karzai mit den Taliban ein Übereinkommen geschlossen, das ihnen Generalamnestie und Mullah Omar einen freien Abzug aus der Stadt zusicherte. Die USA erklärten jedoch, sich nicht an dieses Abkommen halten zu wollen. Bereits am 4. Dezember 2001 wurde er auf der Afghanistan-Konferenz auf dem Petersberg bei Bonn zum Präsidenten einer Interimsverwaltung ernannt. Am 22. Dezember 2001 wurde er vereidigt. Die Große Ratsversammlung (Loja Dschirga) am 13. Juni 2002 ernannte Karzai dann zum Präsidenten des Islamischen Übergangsstaats Afghanistan.
Am 5. September 2002 wurde in Kandahar ein Anschlag auf Karzai verübt. Ein Schütze in Uniform der afghanischen Armee eröffnete das Feuer, verwundete den Gouverneur von Kandahar und einen Angehörigen der US-Armee. Der Schütze und ein Leibwächter Karzais kamen ums Leben.

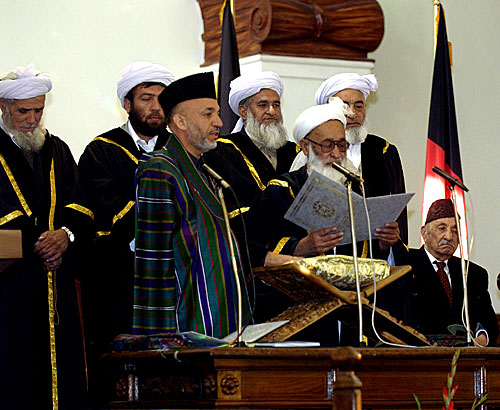
Amtseinführung 2004, rechts der ehemalige König von Afghanistan Mohammed Zahir Schah

Vom 14. Dezember 2003 bis zum 4. Januar 2004 leitete Karzai eine mehrwöchige Loja Dschirga, die am Ende dem Entwurf der Verfassung für Afghanistan als eine islamische Republik mehrheitlich zustimmte. Karzai galt als großer Favorit für die afghanischen Präsidentschaftswahlen, die im Oktober 2004 stattfanden. Am 9. Oktober 2004 wurde Karzai mit einer Mehrheit von über 55 % der Stimmen zum Präsidenten gewählt.
Bei der Feier zum 16. Jahrestag des Rückzugs der sowjetischen Streitkräfte am 27. April 2008 überlebte Hamid Karzai einen Angriff der Taliban in Kabul unverletzt. Zwei Menschen wurden dabei nach Angaben des Gesundheitsministers Mohammed Amin Fatimie getötet.
Im August 2009 kandidierte Karzai bei der Präsidentschaftswahl 2009 erneut als Staatspräsident. Laut einem UN-Report kam es bei dieser Wahl zu mehreren hunderttausend Stimmenfälschungen zugunsten von Karzai. Daraufhin wurde eine Stichwahl zwischen Karzai und seinem stärksten Kontrahenten Abdullah Abdullah geplant, die jedoch abgesagt wurde, weil der Herausforderer aus Protest vor erneut möglichen Unregelmäßigkeiten seine Kandidatur zurückzog.
Am 19. November 2009 wurde Karzai im Beisein zahlreicher internationaler Gäste für eine zweite Amtszeit vereidigt. Er kündigte die Einsetzung einer Regierung der nationalen Einheit sowie die Einberufung der Loja Dschirga zur Versöhnung mit den Aufständischen in Afghanistan an.
Am 12. Juli 2011 wurde Karzais Halbbruder Ahmad Wali Karzai in Kandahar ermordet.
Der deutsche Außenminister Guido Westerwelle forderte bei einem Besuch in Afghanistan im Juni 2013 von Karzai mehr demokratische Fortschritte und eine härtere Bekämpfung von Korruption. Drei Jahre zuvor bescheinigte die afghanische Behörde zur Korruptionsbekämpfung, dass Karzai 525 Dollar im Monat verdienen würde, auf dem Bankkonto weniger als 20.000 Dollar liegen habe und keinerlei Land oder Immobilien besitze. Dagegen beschrieb eine durch WikiLeaks bekannt gewordene Analyse eines kanadischen Botschafters in Kabul, dass Karzai und seine Familie im ganzen Land ein System von Begünstigung und Kontrolle errichtet habe.

### Zeit nach der Präsidentschaft
Nachdem sein Nachfolger Aschraf Ghani die Hauptstadt Kabul am 15. August 2021 an die Taliban übergeben musste und das Land verließ, verkündete Karzai, dass die Übergabe Afghanistans durch einen Koordinierungsrat erfolgen solle, dem neben ihm auch Gulbuddin Hekmatyār und Abdullah Abdullah – als Vorsitzender des Nationalen Versöhnungsrates – angehören.
Im August 2022 prangerte Karzai die Verbindung der Taliban mit dem pakistanischen Staat an und warf Pakistan vor, die Taliban zu benutzen, um ein schwaches Afghanistan zu kontrollieren. „Das Ziel Pakistans ist ein wehrloses, schwaches und armes Afghanistan, das keine Herausforderung darstellt.“ Mit Blick auf die Vergangenheit sagte Karzai über Pakistan: „In Zeiten der Kriege bot uns das pakistanische Volk Gastfreundschaft an, und dafür sind wir dankbar. Aber wir wissen auch, welchen Schaden uns das pakistanische Militär und der pakistanische Geheimdienst ISI zufügten.“

### Verbindungen zur Wirtschaft
Die französische Zeitung Le Monde berichtete am 9. Dezember 2001, Hamid Karzai habe seine Ausbildung nach dem Politikstudium in Indien während der 1980er Jahre in den USA abgeschlossen und dort kurzzeitig als Berater für den Energiekonzern Unocal gearbeitet. 2010 berichtete Le Monde diplomatique, er habe das Unternehmen bei den Verhandlungen zwischen 1996 und 1998 über den Bau einer Gaspipeline durch Afghanistan mit den Taliban repräsentiert. Sowohl Unocal als auch das Umfeld Karzais dementierten dies; möglicherweise liegt eine Verwechslung mit dem späteren US-Botschafter in Afghanistan Zalmay Khalilzad vor. Nach dem Sturz der Taliban unterzeichnete die Regierung Karzai 2002 mit Turkmenistan und Pakistan einen Vertrag über die Turkmenistan-Afghanistan-Pakistan-Pipeline, die einen ähnlichen Verlauf wie das frühere Projekt haben soll.
Die afghanische Watan Group, die unter anderem Logistik- und Sicherheitsdienste anbietet, wird von zwei Cousins Hamid Karzais, Ahmed Rateb Popal und Rashid Popal, geleitet, die früher Drogenhändler waren. Die Gruppe soll die Taliban dafür bezahlen, ihre Konvois nicht anzugreifen.

## Ehrung
Die kommunistische Partei Chinas würdigte ihn als Alten Freund des chinesischen Volkes.